# Léon Ohnet
Léon Ohnet, né à Paris le 26 mai 1813 et mort dans cette même ville le 30 juin 1874, est un architecte et homme politique français du XIXe siècle.

## Biographie
Fils de Jean Ohnet (1773-1853), un tabletier originaire de Sermersheim, Léon Ohnet naît en 1813 dans l'ancien 5e arrondissement de Paris. Il entre en 1832 à l’École des Beaux-arts, où il est admis en première classe en 1836. Élève de Félix Callet, il prend part quatre fois au Prix de Rome avant d'établir son agence dans le quartier Saint-Georges au début des années 1840.
Peint à cette époque, son portrait par Thomas Couture est exposé au Salon de 1841.
Membre de la Société centrale des architectes dès 1846, Ohnet adhère aussi à la Société de l'histoire de France.
Le 10 juin 1847, Léon Ohnet épouse Claire-Lydie Blanche (1829-1904). Le premier enfant du couple, Georges, né neuf mois plus tard, deviendra un célèbre écrivain. Claire est la fille d'Esprit Blanche et la sœur d'Émile Blanche, éminents aliénistes. Elle est également la sœur du haut fonctionnaire Alfred Blanche (1823-1892), dont les interventions auprès de l'administration faciliteront la carrière professionnelle et politique du jeune architecte.
Nommé architecte diocésain en 1849, Ohnet a d'abord sous sa responsabilité les diocèses de Fréjus et d'Ajaccio, auxquels s'ajoutent, l'année suivante, ceux de Perpignan et de Carcassonne. C'est à ce titre qu'il mène, avant son collègue et ami Viollet-le-Duc, les travaux de restauration et d'agrandissement de la cathédrale Saint-Michel de Carcassonne, endommagée par un incendie en 1849. En 1855, il démissionne de son poste en Corse, trop éloigné, et brigue en vain une mutation auprès du diocèse de Metz, plus proche de sa résidence parisienne. Il doit finalement attendre 1862 pour être nommé architecte diocésain de Meaux, poste qu'il cumulera avec plusieurs autres responsabilités et qui lui vaudra la Légion d'honneur en 1866.

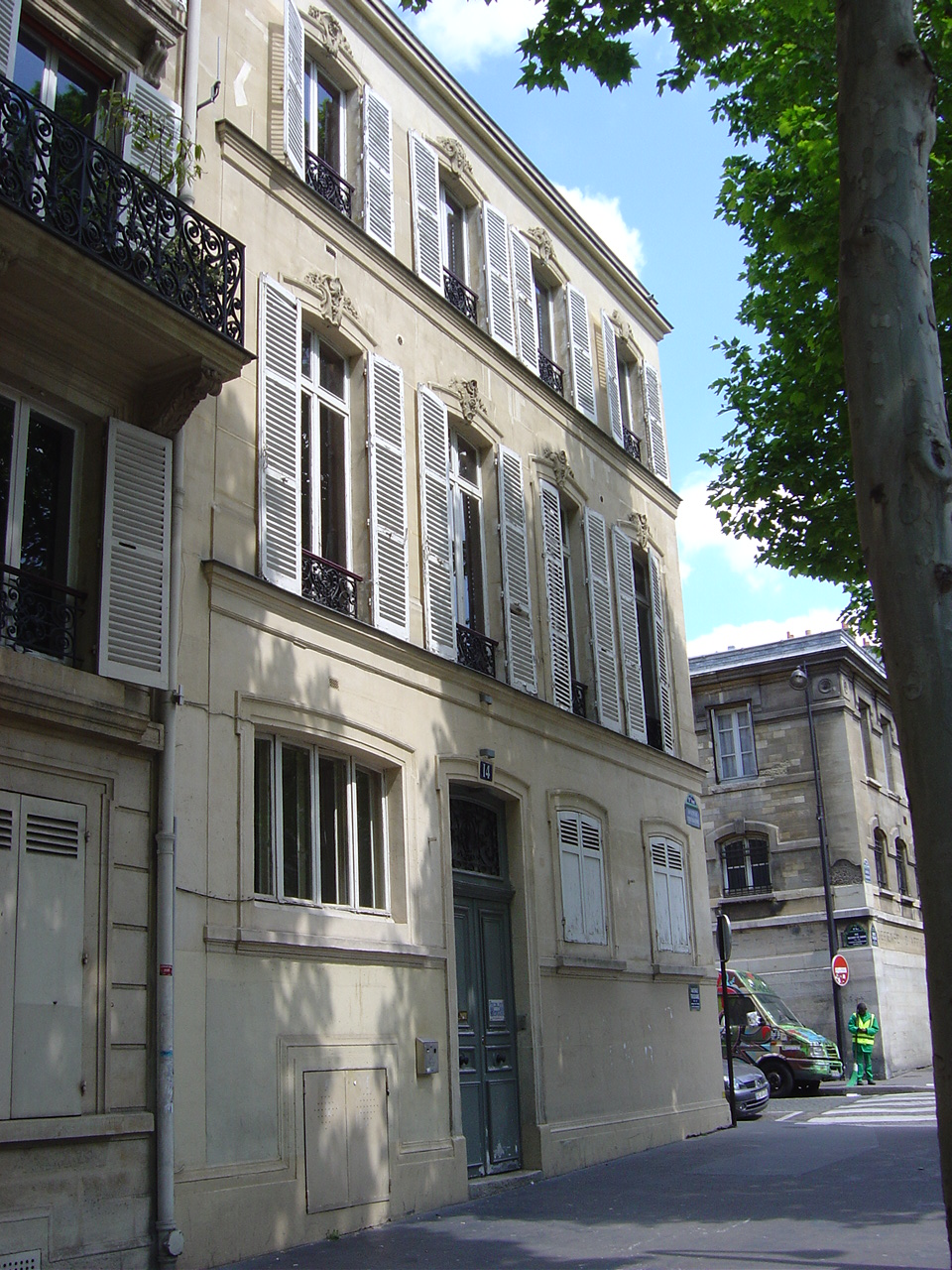
Hôtel Ohnet, 14 avenue Trudaine.

Parallèlement à ces fonctions publiques, Ohnet travaille pour une clientèle privée, et notamment pour la famille Rothschild. Ainsi, le baron James de Rothschild l'emploie dès avant 1845 dans son domaine de Ferrières et lui commande en 1857 un avant-projet pour la gare parisienne de sa Compagnie des chemins de fer du Nord, pour laquelle travaille le frère de Léon, l'ingénieur Augustin Ohnet (1802-1882). Après la mort de James en 1868, ses héritiers continuent à faire appel à Léon Ohnet, qui restaure ou construit pour eux plusieurs hôtels particuliers parisiens.
Il enseigne également son art à de futurs architectes. Ainsi, dans la première moitié des années 1860, il a pour élèves Alfred Chapon, Jules-Eugène Thioudellet et Joseph-Émile Gaudrier.
Nommé adjoint au maire du 9e arrondissement de Paris par un décret du 17 novembre 1865, Ohnet est bonapartiste. Démis de son poste à la chute du Second Empire, il rejoint la Garde nationale pour participer à la défense de Paris assiégée (1870). Après la répression de la Commune, il se présente aux élections municipales de juillet 1871 dans son quartier de Rochechouart où, fort de l'appui de l'Union parisienne de la presse (qui soutient des candidats modérés de la droite, du centre droit et du centre gauche), il bat au second tour le républicain Arthur Ranc. Cette élection étant incompatible, en application de la loi électorale, avec celle de son beau-frère Émile Blanche, un tirage au sort est organisé entre les deux élus. Désigné par le sort, Ohnet entre au conseil municipal, où il siège à droite et intervient régulièrement sur des questions bénéficiant de ses compétences professionnelles. Sur proposition de Joseph Vautrain, président du conseil municipal, Ohnet est élu « syndic » (questeur) de cette assemblée et détient ce mandat jusqu'en 1873.
Résidant depuis la fin du Second Empire dans l'hôtel particulier qu'il s'est bâti au no 14 de l'avenue Trudaine, à l'angle de la rue Bochart-de-Saron, il y meurt des suites d'une maladie du foie le 30 juin 1874. Le surlendemain, après des funérailles célébrées en l'église Notre-Dame-de-Lorette, il est inhumé dans la 4e division du cimetière de Montmartre.

## Œuvre
Sauf mention contraire : à Paris.
- Reconstruction du manège et du Cercle de la rue Saint-Lazare[18].
- Reconstruction, en collaboration avec l'ingénieur William Fairbairn, de la filature « La Foudre » (transformée plus tard en caserne puis reconvertie en pépinière d'entreprises « Seine Innopolis » en 2013), Le Petit-Quevilly (1845-1847)[19].
- Restauration et agrandissement de la cathédrale Saint-Michel de Carcassonne (1850-avant 1857)[5].
- Reconstruction de l'hôpital d'Aligre à Bourbon-Lancy (1852-1856, commencée en 1851 par Lambert et achevée après 1859 par Desjardins)[19].
- Travaux ou projets de travaux, pour James de Rothschild, à l'ancien château de Ferrières-en-Brie (avant 1854)[N 4].
- Avant-projet de la gare du Nord (1857)[6].
- Église Saint-Gratien de Saint-Gratien (Val-d'Oise) (1856-1859).
- Reconstruction, pour Nathaniel de Rothschild, du bâtiment sur rue de l'hôtel de Guébriant (aujourd’hui siège du Cercle de l'Union interalliée), 33 rue du Faubourg-Saint-Honoré (1865)[20].
- Hôtel Ohnet, 14 avenue Trudaine[14] (vers 1867)[N 5].
- Agrandissement et aménagement, pour Alphonse de Rothschild, de l'hôtel de Saint-Florentin (1868-1871)[6].
- Hôtel Alard, 10-12 rue Christophe-Colomb (1870)[21].
- Construction, en collaboration avec Henri Meurillon et pour la famille Boutry-Van Isselstein, du château d'Assignies à Tourmignies (1870-1876, détruit en 1917)[19].
- Hôtel Salomon de Rothschild, 11 rue Berryer (1872-1874, achevé par Justin Ponsard en 1878)[6].

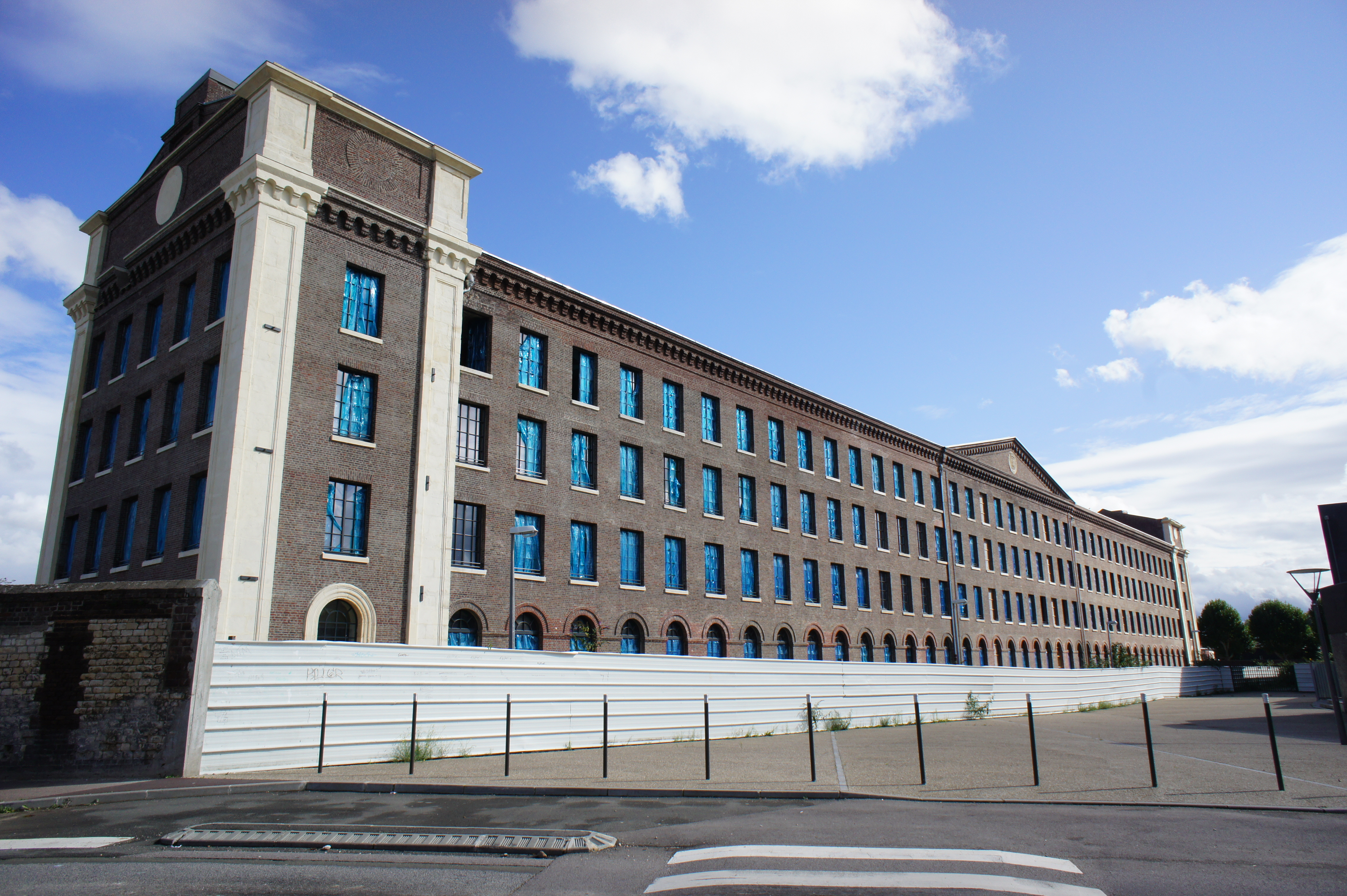
Ancienne filature du Petit-Quevilly.
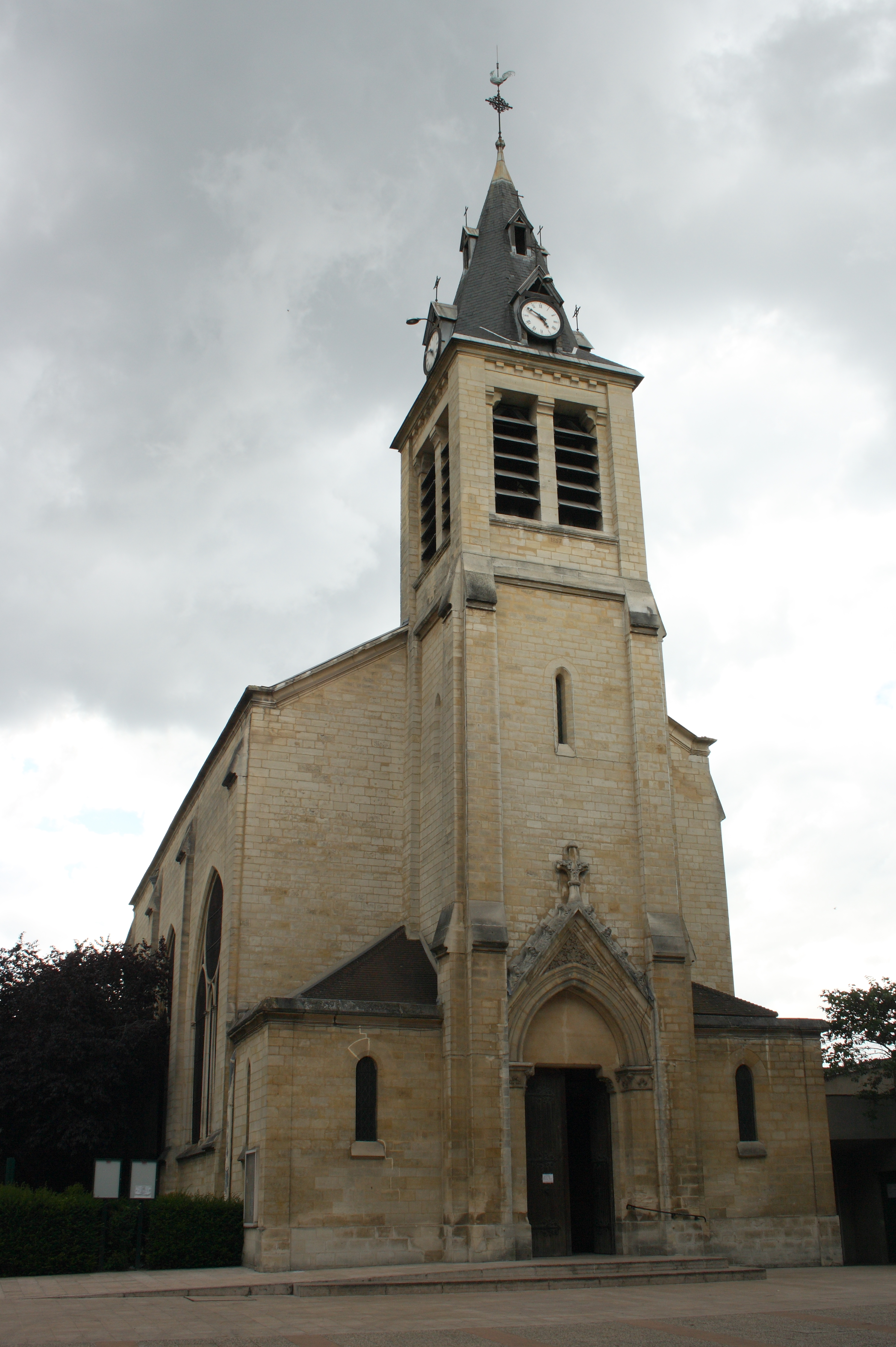
Église de Saint-Gratien.
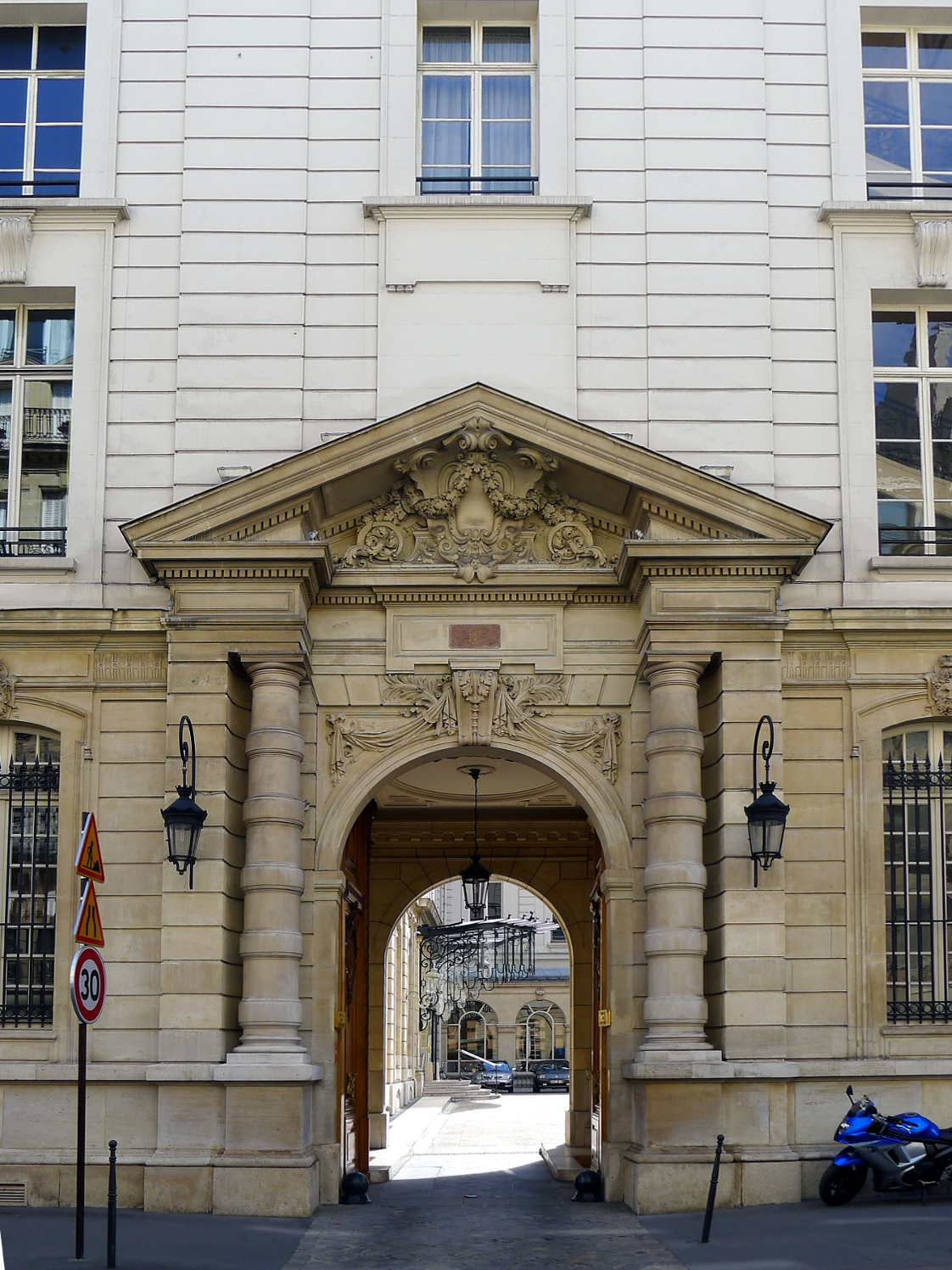
Portail de l'hôtel de Guébriant.
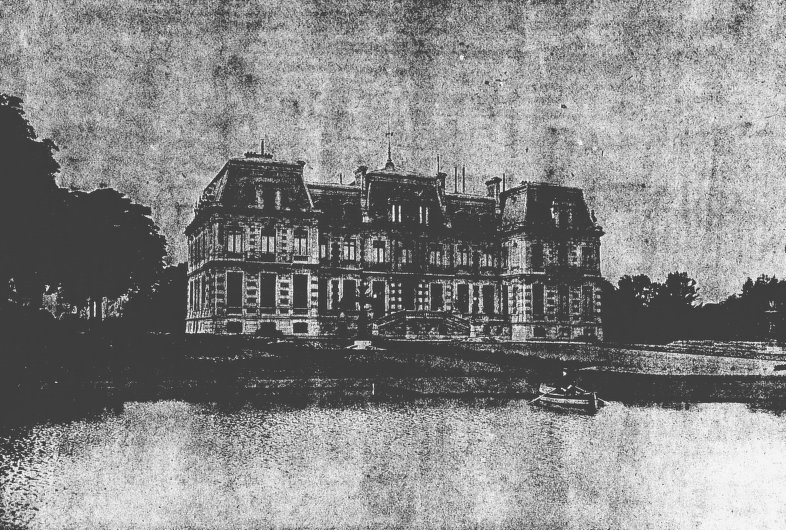
Château d'Assignies.
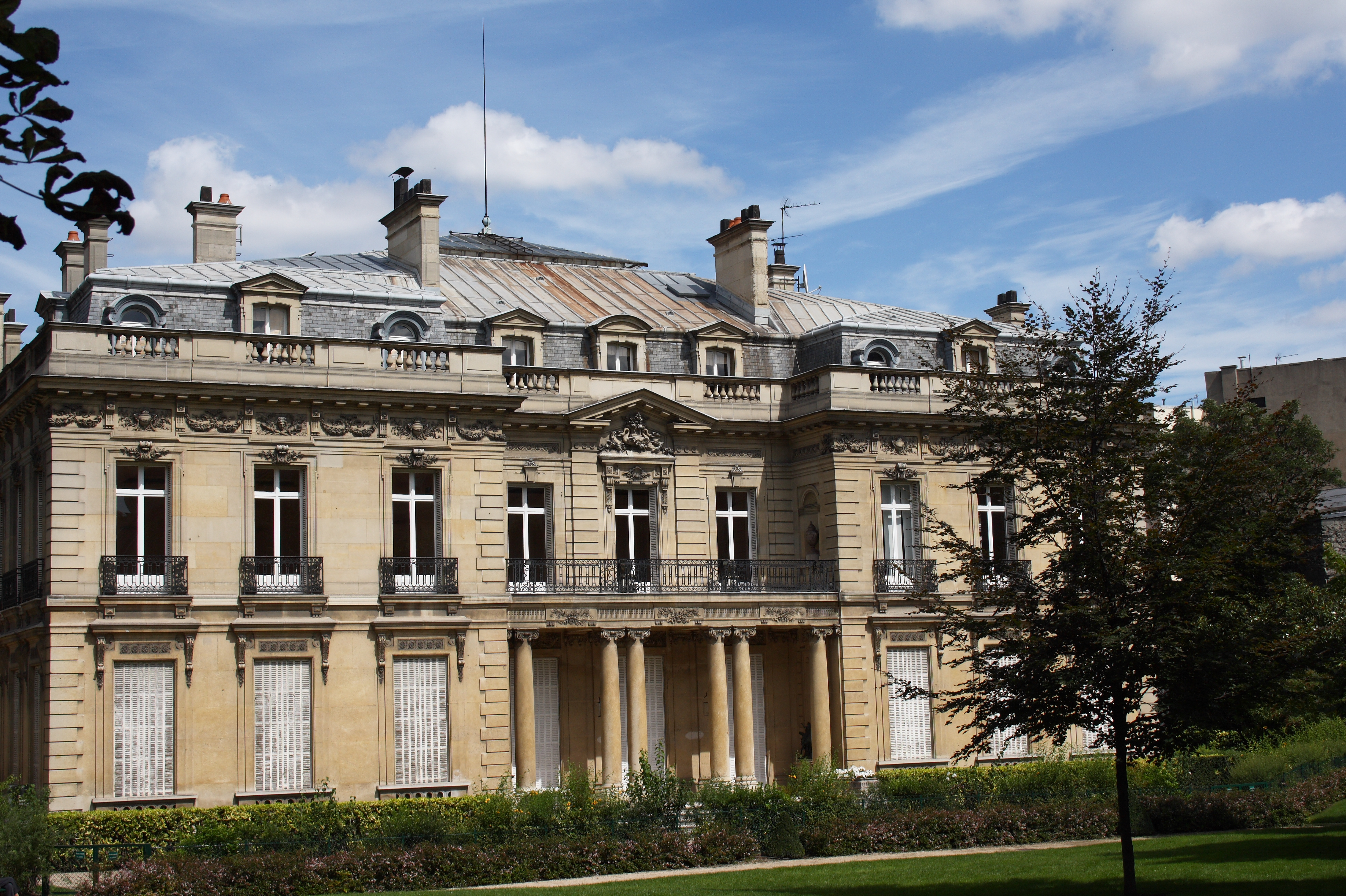
Hôtel Salomon de Rothschild.